# Marko Balabanow

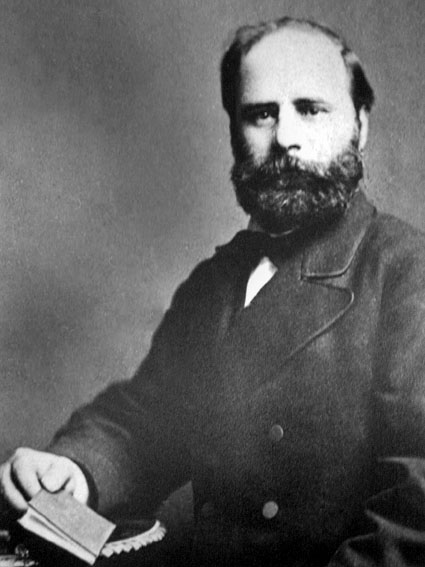
Marko Balabanow

Marko Dimitriew Balabanow (auch Marko Dimitriev Balabanov transkribiert, bulgarisch Марко Димитриев Балабанов; * 1837 in Klisura, damals Osmanisches Reich; † 1921 in Sofia, Zarentum Bulgarien) war ein bulgarischer Publizist, Politiker und Philologe.
Gemeinsam mit Dragan Zankow reiste er nach dem Scheitern des bulgarischen April-Aufstandes 1876 im Sommer 1876 durch mehrere europäische Hauptstädte. Sie informierten und warben um Verständnis für die Lage des bulgarischen Volkes. Zu diesem Zweck schrieben sie ein Memorandum. Die Empörung über die Ermordung von 15.000 bis 30.000 Menschen führte letztlich zum Russisch-Osmanischer Krieg (1877–1878).
Balabanow war 1879 und von 1883 bis 1884 Außenminister Bulgariens.